# Antonín Navrátil (malíř)
Antonín Navrátil (19. srpna 1829 Praha – 23. prosince 1859 Praha) byl český malíř, syn malíře Josefa Navrátila.

## Život
Narodil se jako třetí ze šesti dětí malíře Josefa Navrátila. Vystudoval pražskou Akademii. Byl nejen malíř, ale aktivně tvořil i daguerrotypie.
Zemřel ve věku 30 let, na otravu krve, pravděpodobně po zranění ve fotolaboratoři.

## Dílo

### Malby a grafika
Antonín Navrátil tvořil samostatně historické kompozice, pomáhal otci při malířské výzdobě na zámcích Zákupy a Ploskovice.
Oblastní galerie Vysočiny v Jihlavě eviduje ve svých sbírkách litografii podle Navrátilovy kresby Festliche Beleuchtung Prags Transparent am Hause der adeligen Ressource.

### Daguerrotypie
Antonín Navrátil též tvořil daguerrotypie. Uvádí se, že je autorem fotografického portrétu svého otce Josefa Navrátila; Národní technické muzeum v Praze, které má toto vyobrazení ve své sbírce, však uvádí u tohoto portrétu, že autor je neznámý.